# Пятронайтис, Стасис Доминикович
Стасис Доминикович Пятронайтис (лит. Stasys Petronaitis; 8 августа 1932 — 2 мая 2016) — советский и литовский актёр театра и кино; Заслуженный артист Литовской ССР (1982).

## Биография
Родился в деревне Плаучишкяй Литовской Республики (ныне Литвы).
В 1950—1951 годах учился в студии под руководством Ю. Мильтиниса, после чего работал актёром драматического театра в городе Паневежисе (в 1951—1973 годах).
Много снимался в кино, дебютировав в 1953 году в фильме «Над Неманом рассвет».
Жена — Регина Зданавичюте (лит. Regina Zdanavičiūtė, 1925—2015), тоже актриса театра и кино; Заслуженная артистка Литовской ССР (1974), Народная артистка Литовской ССР (1985).

## Творчество

### Фильмография
- 1986 год — «Трава зелена» — Иван Селиванов
- 1986 год — «Постарайся остаться живым» — Буконтас
- 1985 год — «Неудобный человек» — Карпук
- 1985 год — «Дымка» — Джарвмс
- 1985 год — «Возвращение Будулая» — Станислав Ожогин
- 1983 год — «Чёрный замок Ольшанский» — Высоцкий
- 1983 год — «Уроки ненависти» — Степонайтис
- 1983 год — «Бродяги Севера» — Дюран
- 1982 год — «Чужая вотчина» — Царик
- 1981 год — «Сколько до Мемеля?»
- 1980 год — «Продаётся медвежья шкура» — Василий
- 1979 год — «Цыган» — Станислав Ожогин
- 1979 год — «Раненая тишина» — Эршкетис
- 1979 год — «Блуждающие огоньки» — учёный, потерявший свою тень
- 1978 год — «Остров Серафимы» — Андрей Петрович Чадов
- 1978 год — «Маршал революции» — Слащёв
- 1978 год — «Лобо» — Нед
- 1978 год — «Алмазная тропа» — Фёдор
- 1977 год — «Почему плакали сосны?» — полковник Костас
- 1977 год — «Подарки по телефону» — Арнольд Петерсон
- 1977 год — «Парень с Рабочей улицы» — Бонифацас
- 1976 год — «Потерянный кров» — Кяршис
- 1976 год — «Обелиск» — зоотехник
- 1975 год — «Мустанг-иноходец» — Фостер
- 1975 год — «День возмездия» — инженер
- 1975 год — «Время-не-ждёт» — полицейский-рейнджер
- 1974 год — «Расколотое небо» — Вацис Крейвенас
- 1972 год — «Геркус Мантас» — Кольтис
- 1971 год — «Раны земли нашей» — Дракшас
- 1968 год — «Ошибка Оноре де Бальзака»
- 1966 год — «Ночи без ночлега» — Витаутас Мантвидас
- 1961 год — «Чужие» — Антанас Довейка
- 1961 год — «Канонада» — Витянис Будрис
- 1959 год — «Адам хочет быть человеком» — Пятрас
- 1953 год — «Над Неманом рассвет» — Михась